# Щиглецът
„Щиглецът“ (на английски: The Goldfinch) е американска драма от 2019 г. на режисьора Джон Кроули. Сценарият е на Питър Строугън, който е адаптация на едноименния роман от 2013 г., написан от Дона Тарт. Във филма участват Ансел Елгорт, Оукс Фегли, Анерин Барнард, Фин Улфхард, Сара Полсън, Люк Уилсън, Джефри Райт и Никол Кидман.